# Alexander Obukhov
Alexander Mikhailevich Obukhov (em russo:  Александр Михайлович Обухов) (5 de maio de 1918 — 3 de dezembro de 1989) foi um físico e matemático russo.